# 가톨릭대학교 대전성모병원
가톨릭대학교 대전성모병원(The Catholic University of Korea Daejeon St. Mary's Hospital)은 대전광역시 중구 대흥로 64 (대흥동)에 위치한 종병원이다.

## 연혁
- 1956년 8월: 초대교구장 원형근 주교 '희망의원' 개원.
- 1969년 11월: 대전성모병원 개원.
- 1980년 5월: 종합병원 인가.
- 1993년 7월: 가톨릭대학교 의과대학 대전성모병원으로 개칭.
- 1996년 6월: 가톨릭대학교 대전성모병원으로 개칭.

## 같이 보기
- 대한민국의 병원 목록
- 가톨릭대학교